# Barbie i 12 tańczących księżniczek
Barbie i 12 tańczących księżniczek (Barbie in the 12 Dancing Princesses) – amerykański film animowany z 2006 roku, będący swobodną adaptacja baśni Stańcowane pantofelki autorstwa braci Grimm. Film opowiada o Genevieve i jej jedenastu siostrach o imionach: Ashlyn, Blair, Courtney, Delia, Edeline, Fallon, Hadley, Isla, Kathleen, Janessa, Lacey które odkrywają przejście do magicznego świata w którym spełniają się marzenia. Jednak gdy królestwu zagraża niebezpieczeństwo księżniczki powracają by je uratować z rąk ich okrutnej ciotki Roveny.

## Fabuła
Dwanaście księżniczek, których imiona (od najstarszej do najmłodszej) zaczynają się na kolejną literę alfabetu, uwielbia tańczyć. Przy śniadaniu księżniczki rozmawiają ze sobą wyjątkowo głośno. Król zauważa, że nie noszą się z królewską godnością i postanawia nauczyć je dworskiej etykiety. Ponieważ sam nie ma na to czasu, a nie chce poniżać księżniczek przed całym państwem, sprowadzając do zamku setki nauczycieli, decyduje się przyjąć w gości księżnę Rovenę, która ma zadbać o wychowanie królewskich córek. Podstępna księżna ma jednak inne plany – zdobyć koronę! Zabrania księżniczkom śpiewania i tańczenia, zaś królowi podaje zatrutą herbatę, wskutek czego Randolph choruje. Tymczasem Genevieve w dzień urodzin najmłodszych trojaczek odkrywa, że kopia ulubionej książki ich mamy, którą posiada każda siostra, ma na okładce inny kwiat, które są na podłodze w ich sypialni! Zgodnie z opowieścią tańczy i otwiera tajemne przejście do ulubionego miejsca ich mamy, zmarłej królowej Izabeli. Wszystkie dwanaście sióstr odkrywa altankę, gdzie rosną złote kwiaty, które spełniają życzenia każdego! Rozlega się muzyka i Ashlyn, Blair, Courtney, Delia, Edeline, Fallon, Genevieve, Hadley, Isla, Kathleen, Janessa i Lacey zaczynają tańczyć całą noc. Najmłodsza księżniczka nagle przewraca się i rozbija kolano. Genevieve używa wody z fontanny, aby przemyć ranę, która niespodziewanie znika. Lacey zabiera odrobinę wody do domu na wszelki wypadek. Gdy wracają do zamku, są bardzo zmęczone i od razu idą spać. Niemal natychmiast do ich pokoju wchodzi Rovena i żąda wyjaśnień. Zmęczone siostry wyjawiają jej prawdę o magicznym miejscu, kwiatach i altanie, lecz Rovena im nie wierzy i twierdzi, że zachowują się jak pokojówki, więc jeśli potraktuje je jak pokojówki, to przestaną kłamać - każe im więc posprzątać ogród, zaś Genevieve ma dodatkowo wyczyścić schody. Siostry, kiedy szykują się do snu, martwią się, że rozczarowują ojca, i postanawiają odejść do magicznej altany, aby dać ojcu czas na wyzdrowienie. Gdy Derek, szewc, który robił księżniczkom buty do tańca, chciał skontaktować się z Genevieve, usłyszał, iż uciekły. Zaniepokojony odwiedza pustą sypialnię sióstr i przypomina sobie taniec Genevieve. Odtwarza go i odnajduje wszystkie dziewczyny w altanie. Król tymczasem czuje się coraz gorzej i martwi się, że żadna z córek go nie odwiedziła. Na czas choroby robi Rovenę królową. Ta wydaje rozkaz straży, aby każdą z sióstr, którą zauważą, natychmiast wtrącić do lochu, zaś sama udaje się razem ze swym sługą Desmondem i małpką Brutusem do sypialni księżniczek. Sprytna małpka podpatrzyła, jak siostry otwierają sobie przejście do podziemnej kryjówki i powtarza taniec. Tam Rovena zrywa dwa magiczne kwiaty i wraca do pałacu. Rozkazuje Desmondowi zniszczenie wejścia w komnacie sióstr, aby te nie mogły wrócić. Jednak one wpadają na pomysł, że skoro wytańczyły wejście, to może wytańczą i wyjście! Udaje im się wrócić do domu, przechytrzają straże, zaś Genevieve razem z Derekiem biegną do komnaty ojca, któremu Rovena zaaplikowała śmiertelną dawkę trucizny. Król stracił przytomność, zaś królowa zaczarowuje zbroje, aby zaatakowały parę, ale udaje im się obronić. Rovena rzuca jednak czar na księżniczkę, aby ta tańczyła do końca swego życia bez przerwy! Genevieve odpiera atak wachlarzem, a czar dosięga królowej. Kiedy Rovena wzywa na pomoc Desmonda, ten nie może „odczepić się” od niej i zaczyna tańczyć razem z nią! Taki był kres Roveny, zaś życie królowi uratowała Lacey, która podała mu odrobinę wody zabranej z magicznej fontanny. Film kończy się ślubem Genevieve i Dereka.